# Meidericher Spielverein Duisburg 2001-2002
Questa voce raccoglie le informazioni riguardanti il Meidericher Spielverein Duisburg nelle competizioni ufficiali della stagione 2001-2002.

## Stagione
Nella stagione 2001-2002 il Duisburg, allenato da Pierre Littbarski, concluse il campionato di 2. Bundesliga all'11º posto. In Coppa di Germania il Duisburg fu eliminato al primo turno dall'Union Berlino.

## Rosa
| N. |                     | Ruolo | Calciatore       |
| -- | ------------------- | ----- | ---------------- |
| 1  | Polonia (bandiera)  | P     | Tomasz Bobel     |
| 2  | Germania (bandiera) | D     | Sebastian Backer |
| 3  | Germania (bandiera) | C     | Hendrik Liebers  |
| 4  | Germania (bandiera) | D     | Torsten Wohlert  |
| 5  | Germania (bandiera) | D     | Philipp Bönig    |
| 6  | Germania (bandiera) | C     | Peter Peschel    |
| 7  | Polonia (bandiera)  | A     | Rafał Grzelak    |
| 8  | Germania (bandiera) | C     | Andreas Voss     |
| 9  | Germania (bandiera) | A     | Sören Seidel     |
| 10 | Turchia (bandiera)  | A     | Sercan Güvenışık |
| 11 | Germania (bandiera) | D     | Carsten Wolters  |
| 12 | Germania (bandiera) | D     | Marc Kienle      |
| 13 | Germania (bandiera) | A     | Marius Ebbers    |
| 15 | Germania (bandiera) | D     | Horst Steffen    |
| 16 | Germania (bandiera) | C     | Benjamin Köhler  |

| N. |                                | Ruolo | Calciatore        |
| -- | ------------------------------ | ----- | ----------------- |
| 17 | Bulgaria (bandiera)            | C     | Ilija Gruev       |
| 18 | Serbia e Montenegro (bandiera) | A     | Goran Milovanovic |
| 19 | Germania (bandiera)            | A     | Gustav Policella  |
| 20 | Germania (bandiera)            | C     | Michael Zeyer     |
| 21 | Germania (bandiera)            | C     | Thomas Vana       |
| 22 | Turchia (bandiera)             | A     | Volkan Glatt      |
| 23 | Germania (bandiera)            | C     | Ralf Keidel       |
| 24 | Rep. Ceca (bandiera)           | D     | Pavel Drsek       |
| 25 | Germania (bandiera)            | A     | Dominik Jansen    |
| 26 | Germania (bandiera)            | P     | Tobias Rott       |
| 28 | Germania (bandiera)            | C     | Christoph Kempers |
| 29 | Germania (bandiera)            | D     | Mirko Stark       |
| 32 | Italia (bandiera)              | C     | Giuseppe Spitali  |
| 36 | Germania (bandiera)            | P     | Stefan Brasas     |
| 37 | Scozia (bandiera)              | D     | Steven Tweed      |

## Organigramma societario
Area tecnica
- Allenatore: Pierre Littbarski
- Allenatore in seconda:
- Preparatore dei portieri:
- Preparatori atletici:

## Calciomercato

### Sessione estiva
| Acquisti | Acquisti          | Acquisti               | Acquisti |
| R.       | Nome              | da                     | Modalità |
| -------- | ----------------- | ---------------------- | -------- |
| D        | Sebastian Backer  | Bayern Monaco          |          |
| D        | Philipp Bönig     | Bayern Monaco II       |          |
| P        | Stefan Brasas     | Werder Brema           |          |
| P        | Christoph Jacob   | Wattenscheid 09        |          |
| C        | Christoph Kempers | Fortuna Düsseldorf     |          |
| D        | Marc Kienle       | Alemannia Aquisgrana   |          |
| C        | Benjamin Köhler   | Hertha Berlino         |          |
| C        | Peter Peschel     | Bochum                 |          |
| P        | Tobias Rott       | Eintracht Braunschweig |          |
| D        | Steven Tweed      | Dundee                 |          |
| C        | Andreas Voss      | Wolfsburg              |          |

| Cessioni | Cessioni             | Cessioni             | Cessioni |
| R.       | Nome                 | da                   | Modalità |
| -------- | -------------------- | -------------------- | -------- |
| D        | Marco Gruszka        | Oldenburg            |          |
| A        | Jéan-Kasongo Banza   | Sfaxien              |          |
| C        | Thomas Hoersen       | Waldhof Mannheim     |          |
| C        | Darlington Omodiagbe | Piotrków Trybunalski |          |
| D        | Hans Sarpei          | Wolfsburg            |          |
| D        | Peter Schyrba        | Preußen Münster      |          |
| P        | Gintaras Staučė      | Akratītos            |          |
| C        | Rainer Torres        | Leoben               |          |
| C        | Marcus Wedau         | LR Ahlen             |          |

### Sessione invernale
| Acquisti | Acquisti | Acquisti | Acquisti |
| R.       | Nome     | da       | Modalità |
| -------- | -------- | -------- | -------- |

| Cessioni | Cessioni        | Cessioni     | Cessioni |
| R.       | Nome            | da           | Modalità |
| -------- | --------------- | ------------ | -------- |
| P        | Christoph Jacob | Uerdingen 05 |          |

## Risultati

### 2. Bundesliga

#### Girone di andata
| Arbitro: | Meyer |

|              |           |                                                     |
| Policella 3’ | Marcatori | 7’ Schuster 11’ Feinbier 68’ Arnold 82’ Bałuszyński |

| Arbitro: | Koop |

|                                       |           |          |
| Slezák 44’ Milovanović 75’ Lorenz 90’ | Marcatori | 39’ Vana |

| Arbitro: | Brych |

|                                    |           |                                   |
| Policella 3’ Bönig 58’ Wolters 86’ | Marcatori | 28’ Sbordone 67’ Janić 76’ Becker |

| Arbitro: | Wezel |

|                                   |           |              |
| Klausz 14’ Montero 19’ Ivanov 89’ | Marcatori | 4’ Güvenışık |

| Duisburg 8 settembre 2001, ore 15:00 CEST 5ª giornata | Duisburg   | 0 – 0 referto | Schweinfurt 05 | Wedaustadion (5 095 spett.)\| Arbitro: \| Minskowski \| |
| Arbitro:                                              | Minskowski |               |                |                                                         |

| Arbitro: | Scheppe |

|           |           |  |
| Choji 64’ | Marcatori |  |

| Arbitro: | Weiner |

|           |           |          |
| Drsek 51’ | Marcatori | 13’ Yang |

| Arbitro: | Wagner |

|                       |           |                      |
| Vata 3’ Klitzpera 71’ | Marcatori | 38’ Drsek 44’ Köhler |

| Arbitro: | Perl |

|                   |           |  |
| Graf 32’ Birk 68’ | Marcatori |  |

| Arbitro: | Gräfe |

|            |           |           |
| Ebbers 84’ | Marcatori | 29’ Mamić |

| Arbitro: | Weber |

|  |           |           |
|  | Marcatori | 37’ Gruev |

| Arbitro: | Kircher |

|                                                     |           |  |
| Drsek 33’ Wolters 65’ Güvenışık 67’ Ebbers 85’, 86’ | Marcatori |  |

| Arbitro: | Kammerer |

|  |           |           |
|  | Marcatori | 26’ Gruev |

| Arbitro: | Steinborn |

|  |           |             |
|  | Marcatori | 2’ Graulund |

| Arbitro: | Sippel |

|                                                 |           |                                                   |
| N'Kufo 6’ (rig.), 78’ Schwarz 73’ Friedrich 88’ | Marcatori | 45’ Ebbers 62’ Grzelak 64’ (rig.) Zeyer 90’ Drsek |

| Arbitro: | Aust |

|                        |           |                                                                  |
| Ebbers 38’ Wolters 81’ | Marcatori | 15’ Stendel 25’, 55’ Kaufman 31’ Diouf 31’ Šimák 72’ Krupniković |

| Arbitro: | Schmidt |

|  |           |                           |
|  | Marcatori | 16’ Wolters 20’ Güvenışık |

#### Girone di ritorno
| Arbitro: | Perl |

|                        |           |                              |
| Sopić 35’ Feinbier 57’ | Marcatori | 49’ (rig.), 77’ (rig.) Zeyer |

| Arbitro: | Stark |

|                               |           |           |
| Voss 17’, 70’ Ebbers 25’, 81’ | Marcatori | 86’ Kampf |

| Arbitro: | Wack |

|  |           |            |
|  | Marcatori | 19’ Kienle |

| Arbitro: | Späker |

|                      |           |            |
| Ebbers 19’, 52’, 59’ | Marcatori | 62’ Klausz |

| Arbitro: | Keßler |

|                           |           |                      |
| Melunovic 36’ Seufert 48’ | Marcatori | 61’ Voss 84’ Peschel |

| Arbitro: | Gräfe |

|                                                      |           |  |
| Drsek 27’ Peschel 40’ Voss 56’ Keidel 61’ Kienle 78’ | Marcatori |  |

| Arbitro: | Lange |

|                     |           |  |
| Ćirić 65’ Skela 90’ | Marcatori |  |

| Arbitro: | Trautmann |

|                           |           |            |
| Voss 59’ Zeyer 67’ (rig.) | Marcatori | 17’ Borges |

| Arbitro: | Schmidt |

|                           |           |  |
| Peschel 85’ Güvenışık 90’ | Marcatori |  |

| Arbitro: | Kemmling |

|                              |           |             |
| Kioyo 52’ Dworrak 89’ (rig.) | Marcatori | 85’ Grzelak |

| Arbitro: | Pickel |

|            |           |          |
| Kienle 45’ | Marcatori | 9’ Divić |

| Arbitro: | Fleischer |

|                        |           |            |
| Ivanović 12’ Diane 84’ | Marcatori | 87’ Ebbers |

| Arbitro: | Wezel |

|                                                 |           |  |
| Grzelak 11’ Wolters 64’ Gruev 85’ Güvenışık 88’ | Marcatori |  |

| Arbitro: | Sippel |

|                                     |           |  |
| Hashemian 58’ Christiansen 70’, 85’ | Marcatori |  |

| Arbitro: | Fröhlich |

|           |           |            |
| Drsek 73’ | Marcatori | 5’ Voronin |

| Arbitro: | Kinhöfer |

|                                              |           |            |
| N'Diaye 4’ (rig.), 45’ Casey 10’ Stendel 18’ | Marcatori | 50’ Ebbers |

| Arbitro: | Rafati |

|            |           |                                |
| Grzelak 8’ | Marcatori | 7’, 9’, 60’ Rösler 90’ Wojtala |

### Coppa di Germania
| Arbitro: | Gagelmann |

|                    |           |  |
| Vidolov 67’ (rig.) | Marcatori |  |

## Statistiche

### Statistiche di squadra
| Competizione      | Punti | In casa | In casa | In casa | In casa | In casa | In casa | In trasferta | In trasferta | In trasferta | In trasferta | In trasferta | In trasferta | Totale | Totale | Totale | Totale | Totale | Totale | DR |
| Competizione      | Punti | G       | V       | N       | P       | Gf      | Gs      | G            | V            | N            | P            | Gf           | Gs           | G      | V      | N      | P      | Gf     | Gs     | DR |
| ----------------- | ----- | ------- | ------- | ------- | ------- | ------- | ------- | ------------ | ------------ | ------------ | ------------ | ------------ | ------------ | ------ | ------ | ------ | ------ | ------ | ------ | -- |
| 2. Bundesliga     | 43    | 17      | 7       | 6       | 4       | 36      | 25      | 17           | 4            | 4            | 9            | 20           | 32           | 34     | 11     | 10     | 13     | 56     | 57     | -1 |
| Coppa di Germania | -     | 0       | 0       | 0       | 0       | 0       | 0       | 1            | 0            | 0            | 1            | 0            | 1            | 1      | 0      | 0      | 1      | 0      | 1      | -1 |
| Totale            | 43    | 17      | 7       | 6       | 4       | 36      | 25      | 18           | 4            | 4            | 10           | 20           | 33           | 35     | 11     | 10     | 14     | 56     | 58     | -2 |

### Andamento in campionato
| Giornata  | 1  | 2  | 3  | 4  | 5  | 6  | 7  | 8  | 9  | 10 | 11 | 12 | 13 | 14 | 15 | 16 | 17 | 18 | 19 | 20 | 21 | 22 | 23 | 24 | 25 | 26 | 27 | 28 | 29 | 30 | 31 | 32 | 33 | 34 |
| --------- | -- | -- | -- | -- | -- | -- | -- | -- | -- | -- | -- | -- | -- | -- | -- | -- | -- | -- | -- | -- | -- | -- | -- | -- | -- | -- | -- | -- | -- | -- | -- | -- | -- | -- |
| Luogo     | C  | T  | C  | T  | C  | T  | C  | T  | T  | C  | T  | C  | T  | C  | T  | C  | T  | T  | C  | T  | C  | T  | C  | T  | C  | C  | T  | C  | T  | C  | T  | C  | T  | C  |
| Risultato | P  | P  | N  | P  | N  | P  | N  | N  | P  | N  | V  | V  | V  | P  | N  | P  | V  | N  | V  | V  | V  | N  | V  | P  | V  | V  | P  | N  | P  | V  | P  | N  | P  | P  |
| Posizione | 18 | 17 | 17 | 17 | 16 | 18 | 16 | 16 | 16 | 17 | 16 | 14 | 13 | 14 | 14 | 15 | 14 | 14 | 13 | 12 | 9  | 9  | 9  | 9  | 8  | 8  | 9  | 9  | 9  | 8  | 9  | 9  | 10 | 11 |

Legenda:

Luogo: C = Casa; T = Trasferta. Risultato: V = Vittoria; N = Pareggio; P = Sconfitta.

### Statistiche dei giocatori
| Giocatore      | 2. Bundesliga | 2. Bundesliga | 2. Bundesliga | 2. Bundesliga | Coppa di Germania | Coppa di Germania | Coppa di Germania | Coppa di Germania | Totale   | Totale | Totale      | Totale     |
| Giocatore      | Presenze      | Reti          | Ammonizioni   | Espulsioni    | Presenze          | Reti              | Ammonizioni       | Espulsioni        | Presenze | Reti   | Ammonizioni | Espulsioni |
| -------------- | ------------- | ------------- | ------------- | ------------- | ----------------- | ----------------- | ----------------- | ----------------- | -------- | ------ | ----------- | ---------- |
| S. Backer      | 0             | 0             | 0             | 0             | 0                 | 0                 | 0                 | 0                 | 0        | 0      | 0           | 0          |
| T. Bobel       | 3             | 0             | 0             | 0             | 0                 | 0                 | 0                 | 0                 | 3        | 0      | 0           | 0          |
| S. Brasas      | 30            | 0             | 3             | 0             | 1                 | 0                 | 0                 | 0                 | 31       | 0      | 3           | 0          |
| P. Bönig       | 33            | 1             | 4             | 0             | 1                 | 0                 | 1                 | 0                 | 34       | 1      | 5           | 0          |
| P. Drsek       | 33            | 6             | 4             | 0             | 1                 | 0                 | 1                 | 0                 | 34       | 6      | 5           | 0          |
| M. Ebbers      | 30            | 12            | 5             | 0             | 0                 | 0                 | 0                 | 0                 | 30       | 12     | 5           | 0          |
| V. Glatt       | 1             | 0             | 1             | 0             | 0                 | 0                 | 0                 | 0                 | 1        | 0      | 1           | 0          |
| I. Gruev       | 23            | 3             | 2             | 0             | 1                 | 0                 | 0                 | 0                 | 24       | 3      | 2           | 0          |
| R. Grzelak     | 16            | 4             | 1             | 0             | 0                 | 0                 | 0                 | 0                 | 16       | 4      | 1           | 0          |
| S. Güvenışık   | 31            | 5             | 8             | 0             | 1                 | 0                 | 0                 | 0                 | 32       | 5      | 8           | 0          |
| C. Jacob       | 1             | 0             | 0             | 0             | 0                 | 0                 | 0                 | 0                 | 1        | 0      | 0           | 0          |
| D. Jansen      | 3             | 0             | 0             | 0             | 0                 | 0                 | 0                 | 0                 | 3        | 0      | 0           | 0          |
| R. Keidel      | 26            | 1             | 14            | 1             | 1                 | 0                 | 0                 | 0                 | 27       | 1      | 14          | 1          |
| C. Kempers     | 3             | 0             | 0             | 0             | 0                 | 0                 | 0                 | 0                 | 3        | 0      | 0           | 0          |
| M. Kienle      | 20            | 3             | 1             | 0             | 0                 | 0                 | 0                 | 0                 | 20       | 3      | 1           | 0          |
| M. Kovačević   | 7             | 0             | 2             | 1             | 1                 | 0                 | 1                 | 0                 | 8        | 0      | 3           | 1          |
| B. Köhler      | 22            | 1             | 1             | 0             | 1                 | 0                 | 0                 | 0                 | 23       | 1      | 1           | 0          |
| H. Liebers     | 2             | 0             | 0             | 0             | 0                 | 0                 | 0                 | 0                 | 2        | 0      | 0           | 0          |
| G. Milovanovic | 3             | 0             | 0             | 0             | 1                 | 0                 | 0                 | 0                 | 4        | 0      | 0           | 0          |
| P. Peschel     | 12            | 3             | 2             | 0             | 1                 | 0                 | 0                 | 0                 | 13       | 3      | 2           | 0          |
| G. Policella   | 16            | 2             | 2             | 0             | 1                 | 0                 | 0                 | 0                 | 17       | 2      | 2           | 0          |
| T. Rott        | 0             | 0             | 0             | 0             | 0                 | 0                 | 0                 | 0                 | 0        | 0      | 0           | 0          |
| S. Seidel      | 2             | 0             | 0             | 0             | 0                 | 0                 | 0                 | 0                 | 2        | 0      | 0           | 0          |
| G. Spitali     | 1             | 0             | 1             | 0             | 0                 | 0                 | 0                 | 0                 | 1        | 0      | 1           | 0          |
| M. Stark       | 0             | 0             | 0             | 0             | 0                 | 0                 | 0                 | 0                 | 0        | 0      | 0           | 0          |
| H. Steffen     | 7             | 0             | 1             | 0             | 0                 | 0                 | 0                 | 0                 | 7        | 0      | 1           | 0          |
| S. Tweed       | 25            | 0             | 5             | 0             | 0                 | 0                 | 0                 | 0                 | 25       | 0      | 5           | 0          |
| T. Vana        | 29            | 1             | 3             | 1             | 1                 | 0                 | 0                 | 0                 | 30       | 1      | 3           | 1          |
| A. Voss        | 23            | 5             | 9             | 0             | 0                 | 0                 | 0                 | 0                 | 23       | 5      | 9           | 0          |
| T. Wohlert     | 4             | 0             | 0             | 0             | 0                 | 0                 | 0                 | 0                 | 4        | 0      | 0           | 0          |
| C. Wolters     | 33            | 5             | 8             | 0             | 1                 | 0                 | 0                 | 0                 | 34       | 5      | 8           | 0          |
| M. Zeyer       | 31            | 4             | 3             | 0             | 1                 | 0                 | 0                 | 0                 | 32       | 4      | 3           | 0          |